# Neu-Laxova-Syndrom
Das Neu-Laxová-Syndrom (auch: Neu-Syndrom, Neu-Povysilová-Syndrom; abgekürzt NLS; engl. Neu-Laxová syndrome) ist ein absolut letal verlaufendes angeborenes Fehlbildungssyndrom, gekennzeichnet durch ein behindertes Wachstum des Fötus und eine Reihe körperlicher Missbildungen.

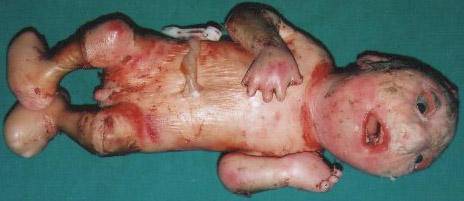
Neu-Laxova-Syndrom

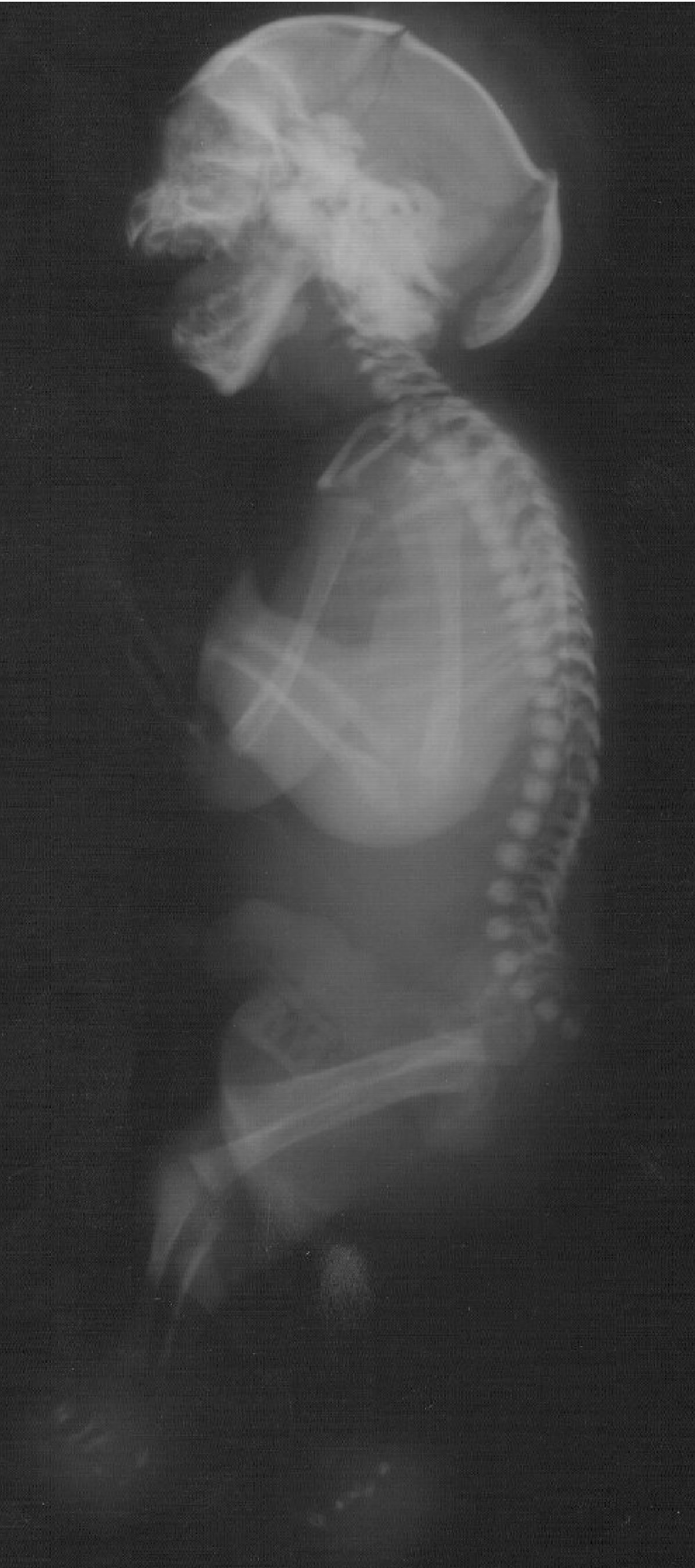
Babygramm kuolleena syntynyt vauva, jolla auf Neua-Laxovan oireyhtymä (sama tapaus)

## Phänotyp
Zum Krankheitsbild dieser seltenen Erkrankung gehört eine Vielzahl angeborener Fehlbildungen, darunter:
- Fehlbildungen des zentralen Nervensystems:
  - Lissenzephalie
  - Corpus-callosum-Agenesie
  - Mikrogyrie
- Mikrozephalie
- Ödeme der Subkutis
- Ichthyose
- Muskelatrophie
- Fehlstellungen von Fingern und Zehen
- Arthrogryposis multiplex congenita
- Fehlbildungen der Nieren
- Herzfehler
- prominente Fersen
- Syndaktylie der Zehen
- Hypoplasie der äußeren Geschlechtsorgane
- Hypertelorismus
- fehlende Augenlider
- verkürzter Hals

## Ätiologie
Die Ursachen des Syndroms sind noch nicht vollständig erforscht. Der Karyotyp aller untersuchten Fälle war normal. Festgestellt wurde ein autosomal-rezessiver Erbgang, denn in vielen Fällen waren die Eltern des betroffenen Kindes miteinander nahe verwandt.

## Diagnose
Eine Entdeckung der Erkrankung ist im Rahmen der Pränataldiagnostik mittels Ultraschalluntersuchung möglich und wird empfohlen, falls sie in der Familie schon früher aufgetreten ist.
Als Differentialdiagnosen kommen in Betracht:
- COFS-Syndrom
- Walker-Warburg-Syndrom
- Pena-Shokeir-Syndrom
- Smith-Lemli-Opitz-Syndrom
- Miller-Dieker-Syndrom[9]

Charakteristisch für das Neu-Laxova-Syndrom ist jedoch ein Ödem der Subkutis, der bei den anderen genannten Krankheitsbildern nicht auftritt.

## Prognose
Die Prognose kann nur als infaust bezeichnet werden: Kinder mit diesem Syndrom versterben entweder schon im Mutterleib, oder kurz nach der Geburt. Die längste in der Literatur beschriebene Überlebensdauer liegt bei 134 Tagen.

## Geschichte
Zuerst wurde das Syndrom 1971 von einem Team um den US-amerikanischen Genetiker Richard L. Neu beschrieben. Ein Jahr später beschrieb die tschechisch-amerikanische Genetikerin Renáta Laxová drei weitere Fälle. 1976 beschrieb ein Team tschechischer Genetiker unter Leitung von Viera Povysilová einige weitere Fälle. 1979 bezeichnete G. Lajzuk als erster das Krankheitsbild unter dem Namen Neu-Laxová-Syndrom. Synonym werden die Bezeichnungen Neu-Syndrom. und Neu-Povysilová-Syndrom. verwendet. Bisher wurden im medizinischen Schrifttum ca. 40 Fälle dieser Erkrankung beschrieben.